# Labastide-de-Penne
Labastide-de-Penne è un comune francese di 128 abitanti situato nel dipartimento del Tarn e Garonna nella regione dell'Occitania.

## Società

### Evoluzione demografica
Abitanti censiti